# Homalotylus
Homalotylus är ett släkte av steklar som beskrevs av Mayr 1876. Homalotylus ingår i familjen sköldlussteklar.

## Dottertaxa tillHomalotylus, i alfabetisk ordning[1][2]
- Homalotylus affinis
- Homalotylus africanus
- Homalotylus agarwali
- Homalotylus albiclavatus
- Homalotylus albifrons
- Homalotylus albitarsus
- Homalotylus balchanensis
- Homalotylus brevicauda
- Homalotylus cockerelli
- Homalotylus ephippium
- Homalotylus eytelweinii
- Homalotylus ferrierei
- Homalotylus flaminius
- Homalotylus flavimesopleurum
- Homalotylus formosus
- Homalotylus himalayensis
- Homalotylus hybridus
- Homalotylus hyperaspicola
- Homalotylus hyperaspidis
- Homalotylus indicus
- Homalotylus latipes
- Homalotylus longicaudus
- Homalotylus longipedicellus
- Homalotylus mexicanus
- Homalotylus mundus
- Homalotylus nigricornis
- Homalotylus oculatus
- Homalotylus pallentipes
- Homalotylus platynaspidis
- Homalotylus punctifrons
- Homalotylus quaylei
- Homalotylus rubricatus
- Homalotylus scutellaris
- Homalotylus scymnivorus
- Homalotylus shuvakhinae
- Homalotylus similis
- Homalotylus sinensis
- Homalotylus singularis
- Homalotylus terminalis
- Homalotylus trisubalbus
- Homalotylus turkmenicus
- Homalotylus vicinus
- Homalotylus yunnanensis
- Homalotylus zhaoi